# Mikhaïl Chemiakine
Mikhaïl Chemiakine (russe : Михаил Михайлович Шемякин, né le 4 mai 1943 à Moscou) est un sculpteur, décorateur de théâtre, peintre tcherkesse représentant controversé de la tradition de l’art non-conformiste de Saint-Pétersbourg.

## Jeunesse
Chemiakine nait dans une famille de tradition militaire. Son père, un Tcherkesse, Mikhaïl Kardanov, perd ses parents et est adopté par un ami de son père, Piotr Chemiakine, officier dans l’armée blanche. Le père de l’artiste devient officier dans l’armée soviétique. Il reçoit l’une des premières médailles de l’Ordre du Drapeau rouge à l’âge de treize ans
Mikhaïl Chemiakine passe ses premières années en Allemagne de l’Est, là où son père est cantonné. Sa famille retourne en URSS en 1957 et il étudie à l’école secondaire des arts affiliée à l’Académie russe des beaux-arts à Léningrad. En 1961, il est obligé de suivre un traitement psychiatrique pour le "guérir" de ses pensées non conformes aux normes soviétiques.

## Carrière
Plus tard, il décroche un travail au Musée de l'Ermitage à Saint-Pétersbourg. En 1964, avec ses collègues du musée, il organise une exposition qui vaut au directeur d’être licencié et à tous les participants d’être forcés de démissionner. En 1967, il coécrit, avec le philosophe Vladimir Ivanov, un traité nommé "Synthétisme métaphysique", dans lequel il expose ses principes artistiques. La même année, il crée le "groupe d’artistes de Saint-Pétersbourg". En 1971, il est forcé de s’exiler d’Union soviétique pour ne pas s’être conformé aux normes du réalisme socialiste soviétique.
Il s'installe en France, où il est accueilli dans le milieu des exilés russes par Marina Vlady et Vladimir Vyssotski. En 1977, il publie Apollon-77, un almanach d’art post-stalinien, de poésie et de photographie. En 1981, il déménage à New York. Depuis 2007, Mihaïl Chemiakin vit en France. Très attaché à la ville de Loches (Indre-et-Loire), il y possède une propriété dans la cité médiévale près de la collégiale Saint-Ours. 
Chemiakine travaille sur un large éventail de médias et de sujets, comme on le voit dans un livre en deux volumes sur son art par lui-même (2010, Éditions Azbooka, Saint-Pétersbourg).
En 2001, mandaté par la Ville de Moscou, Chemiakine crée un monument intitulé Les enfants sont les victimes des vices des adultes, groupe de sculptures dans un parc situé 600 mètres au sud du Kremlin, derrière la résidence de l’ambassadeur britannique. Parmi les autres sculptures de Chemiakine, on peut citer Pierre Le Grand dans la forteresse Pierre et Paul de Saint-Pétersbourg, Pierre Le Grand à Londres, le monument aux Victimes du terrorisme à Vladikavkaz (Ossétie du Nord), Vladimir Vyssotski  à Samara (Russie).
Depuis 2001 environ, il travaille comme concepteur artistique sur le futur film d’animation russe Hoffmaniada. En 2001, il dirige et conçoit une toute nouvelle production de Casse-noisette pour le Théâtre Mariinsky, où il a également créé un second ballet basé sur le même conte d’Hoffman, "La noisette magique". En 2010, l’artiste crée une nouvelle production de "Coppelia" pour l'Opéra national et théâtre de ballet de Lituanie.

## Sources
- The Grove Dictionary of Art, par Jane Shoaf Turner (Ed.), Grove's Dictionaries.  (ISBN 1-884446-00-0)
- Kolodzei Art Foundation and Kolodzei Collection of Russian and Eastern European Art
- http://www.lanouvellerepublique.fr/Indre-et-Loire/Loisirs/24H/n/Contenus/Articles/2016/02/21/Chemiakine-a-la-recherche-du-temps-perdu-2630219

## Lectures
- Mihail Chemiakin, Vol. 1: Russian Period, Paris Period; Vol. 2: Transformations, New York Period, 1986 par Mihail Chemiakine, Mosaic Press, NY, 1986.  (ISBN 0-88962-327-9)
- M. Chemiakine, A View of the Artist Through the Media, 1962-1999, par Ilya Bass et Alan Lamb, Woollyfish Imprints, 2000.  (ISBN 0-9705728-0-8)
- Staging the Nutcracker, par Mihail Chemiakine, Rizzoli, 2001.  (ISBN 0-8478-2346-6)
- Heike Welzel: „Michail Šemjakin: Malerei und Graphik. Von der inoffiziellen sowjetischen Kunst zur russischen Kunst im Exil". Gebr. Mann Verlag, Berlin 2006.  (ISBN 978-3-7861-2531-0)